# Зенкель, Кристин
Кристин Зенкель (нем. Christin Senkel; род. 31 августа 1987[…], Ильменау, Зуль) — немецкая бобслеистка, разгоняющая, выступает за сборную Германии с 2008 года. Участница двух зимних Олимпийских игр, обладательница серебряной медали молодёжного чемпионата мира.

## Биография
С юных лет увлеклась спортом, занималась лёгкой атлетикой, в частности, бегала спринт, 100 м с барьерами, эстафету, принимала участие в соревнованиях по пятиборью. Выиграла несколько медалей местного значения, но каких бы то ни было выдающихся результатов не добилась, поэтому в 2005 году решила попробовать себя в бобслее — без проблем прошла отбор в национальную команду и присоединилась к женской сборной Германии в качестве разгоняющей. Долгое время выступала исключительно на молодёжных турнирах с рулевыми Аней Шнайдерхайнце-Штёкель и Штефани Щурек, а попасть в основной состав смогла только в 2008 году, удачно съездив на Кубок Европы.
Следующим важным событием в карьере Зенкель стал чемпионат мира 2009 года в американском Лейк-Плэсиде, где вместе с партнёршей-пилотом Катлин Мартини она представляла вторую немецкую команду и по итогам всех заездов заняла седьмое место. Закрепиться в основе ей помогла серебряная медаль, выигранная за месяц до этого на молодёжном мировом первенстве в зачёте женских двоек, при этом Зенкель лишь немного уступила лидирующей швейцарке Сабине Хафнер. Позже перешла в двойку Клаудии Шрамм и в январе 2010 года показала свой лучший результат на Кубке мира, приехав третьей на этапе в Кёнигсзее.
Благодаря этим успешным заездам и хорошему времени на пред-олимпийских тестах, окончательно закрепилась во взрослой сборной, а главный тренер команды Вольфганг Хоппе назвал её лучшей разгоняющей из имеющихся в Германии. На Олимпийских играх в Ванкувере защищала честь страны в паре с Сандрой Кириасис, немки до самого конца боролись за места на подиуме, но до бронзовой медали им не хватило всего 0,41 секунды. Примечательно, что за такой сравнительно небольшой срок Кристин Зенкель разгоняла всю пятёрку выдающихся немецких бобслеисток. В сезоне 2010/11 в паре с Шнайдерхайнце завоевала на Кубке мира три серебряных медали, но пропустила первые четыре этапа, поэтом в общем зачёте была только десятой. Помимо бобслея у себя в Тюрингии служит офицером полиции.
В 2014 году Зенкель побывала на Олимпийских играх в Сочи, где финишировала седьмой в программе женских двухместных экипажей.